# Allenrolfea
Allenrolfea Kuntze – rodzaj roślin z rodziny szarłatowatych (Amaranthaceae Juss.). Według The Plant List w obrębie tego rodzaju znajdują się 3 gatunki. Występuje naturalnie w Ameryce – A. occidentalis rośnie w południowo-zachodniej części Stanów Zjednoczonych, natomiast A. patagonica i A. vaginata występują w Argentynie. Gatunkiem typowym jest A. occidentalis (S.Watson) Kuntze. 

## Morfologia
PokrójWiecznie zielone półkrzewy. Łodyga jest członkowata.
LiścieUlistnienie jest naprzemianległe. Liście są siedzące, zredukowane do małych łusek.
KwiatyPromieniste, obupłciowe, siedzące. Są zebrane w kłosy, rozwijają się na szczytach pędów. Mają 4 lub 5 zrośniętych działek kielicha. Pręcików jest od 1 do 2, są wolne i wystające. Zalążnia jest górna, jednokomorowa.
OwoceNiełupki przybierające kształt pęcherzy, przez co sprawiają wrażenie jakby były napompowane. Owocnia jest błoniasta.

## Systematyka
Pozycja systematyczna według APweb (aktualizowany system APG IV z 2016)Należy do rodziny szarłatowatych (Amaranthaceae) Juss., która wraz z siostrzanymi rodzinami Achatocarpaceae i goździkowate jest jednym z kladów w obrębie rzędu goździkowców (Caryophyllales) i klasy roślin okrytonasiennych.
Lista gatunków

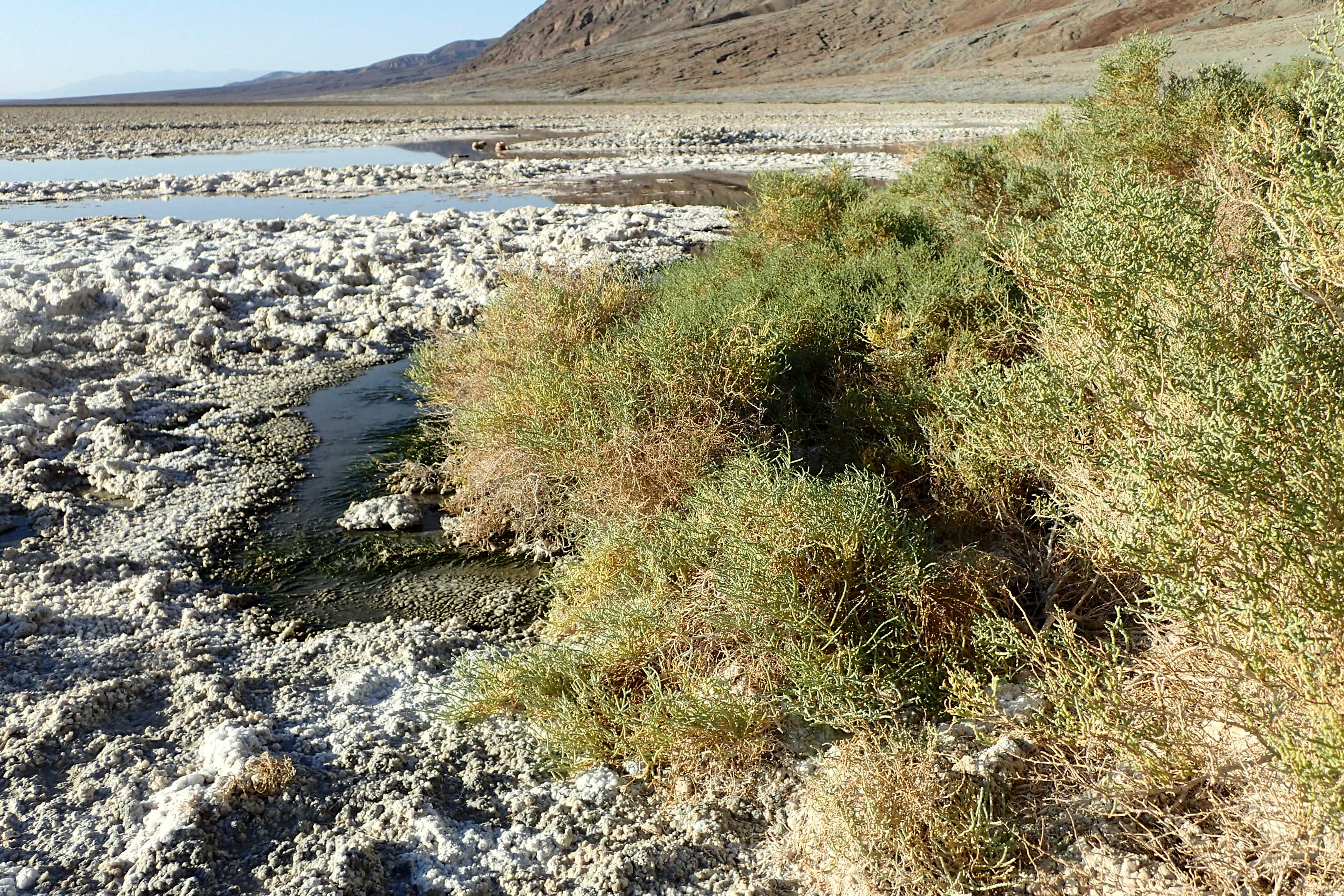
Allenrolfea occidentalis nad Badwater słonym jeziorem w Dolinie Śmierci

- Allenrolfea occidentalis (S.Watson) Kuntze
- Allenrolfea patagonica (Moq.) Kuntze
- Allenrolfea vaginata (Griseb.) Kuntze